# ILN
ILN (ang. International Location Number, niem. Internationale Lokationsnummer  - Międzynarodowy Numer Lokalizacji) lub GLN (ang. Global Location Number) – numer używany jako elektroniczny adres kontrahenta, który może zawierać szereg danych, np:
- Numer i nazwa płatnika kontrahenta.
- Dane adresowe kontrahenta, telefon, fax.
- Adres wykorzystywany do automatycznego rozsyłania poczty elektronicznej.
- Dodatkowa informacja drukowana na wszystkich fakturach kontrahenta (np. godziny przyjmowania dostaw itp.).
- Nazwa banku i numer konta płatnika (znaczenie czysto informacyjne).
- Możliwość przypisania kontrahentowi stałego upustu lub narzutu do ceny zakupu, który będzie przyjmowany domyślnie podczas wystawiania dokumentów sprzedaży. Stały narzut przypisany kontrahentowi może być doliczany do ceny kalkulacyjnej, ostatniej ceny zakupu, ostatniej walutowej ceny zakupu lub też do ceny ewidencyjnej.
- Przypisanie kontrahentowi grupy cenowej, według której dokonuje on zakupu.
- Wskazanie domyślnej formy płatności dla danego kontrahenta oraz podany w dniach termin płatności, jaki będzie domyślnie przyjmowany przez system podczas wydruku faktury z odroczonym terminem płatności dla wybranego klienta.
- Określenie kwoty maksymalnego limitu kredytowego.